# Konstantyn Dobrynicz
Konstantyn Dobrynicz (XI w.) – posadnik Nowogrodu Wielkiego, syn Dobrynii.
W 1017 roku uniemożliwił Jarosławowi Mądremu ucieczkę do Szwecji. Pod wodzą Konstantyna Nowogrodziania porąbali statki Jarosława i zebrali środki na kontynuację wojny ze Światopełkiem Przeklętym.